# Mangifera gracilipes
Mangifera gracilipes là một loài thực vật thuộc họ Anacardiaceae. Loài này có ở Indonesia và Malaysia.